# Elektroliza vode
Elektroliza vode je elektrokemijski postupak kojim se voda (H2O) razlaže na vodik (H2) i kisik (O2) zbog djelovanja vanjskog izvora napona zbog kojeg električna struja prolazi kroz vodu. Električni izvor napajanja spojen je na dvije elektrode, ili dvije ploče (obično od inertnog metala kao što su platina ili nehrđajući čelik) koje se nalaze u vodi. Voda se spontano razlaže na vodik i kisik, jer pri standardnim uvjetima Gibbsova slobodna energija navedenog procesa iznosi 474,4 kJ/mol (radi se o endotermnom procesu). Iz tog se razloga elektroliza vode provodi u elektrolitičkoj ćeliji, koja se sastoji od dvije inertne elektrode (obično platinske) uronjene u vodu, koje služe kao anoda i katoda u procesu elektrolize. Elektroliza počinje primjenom vanjskog izvora napona između elektroda u prisutnosti elektrolita (npr. natrijevog klorida ili sumporne kiseline) ili dovođenjem iznimno velike količine napona (ako se ne upotrebljava elektrolit). Elektrolitskom disocijacijom će se vodik pojaviti na katodi (negativno nabijenoj elektrodi) zbog redukcije, a kisik će se pojaviti na anodi (pozitivno nabijenoj elektrodi) zbog procesa oksidacije. Ioni nastali elektrolitskom disocijacijom privučeni su na elektrode suprotnih naboja.
Razvijanje plinova uzrokuje nastanak mjehurića, koji se mogu vidjeti oko obje elektrode. Sljedeće polureakcije opisuju gore navedene procese:
- Anoda (oksidacija): 2 H2O (l) → O2 (g) + 4 H+ (aq) + 4 e–
- Katoda (redukcija): 2 H2O (g) + 2 e– → H2 (g) + 2 OH– (aq)
- Ukupna reakcija: 2 H2O (l) → 2 H2 (g) + O2 (g)

Iako se u aparatu mogu upotrijebiti jake kiseline, ukupna količina kiseline ne mijenja se tijekom elektrolize. Navedena se reakcija može odvijati na bilo kojoj vodljivoj elektrodi pri dovoljno visokim potencijalima, no platina katalizira nastanak i vodika i kisika, te omogućuje primjenu manjih napona (~ 2 V ovisno o pH).

## Povijest
William Nicholson i Johann Wilhelm Ritter uspijevaju elektrolizom razložiti vodu na vodik i kisik godine 1800. Eksperimenti Michaela Faradaya doveli su 1832. do postavljanja dvaju elektrokemijskih zakona koje nazivamo Faradayevi zakoni elektrolize (prvi Faradayev zakon i drugi Faradayev zakon). Faraday je također definirao termine poput elektrolita, elektrolize, te mnoge druge pojmove tijekom rada na kvantitativnoj analizi elektrokemijskih reakcija. On je također bio zagovornik Prvog zakona termodinamike, tj. zakona o očuvanju energije. Svante Arrhenius je 1884. objavio rad Recherches sur la conductibilité galvanique des électrolytes (Ispitivanja galvanske provodljivosti elektrolita) i zaključuje da se elektroliti otopljeni u vodi, u određenoj mjeri razlažu odnosno disociraju na suprotno nabijene, pozitivne i negativne ione.

## Termodinamika elektrolize vode
Razlaganje čiste destilirane vode (H2O) na vodik (H2) i kisik (O2) zbog djelovanja vanjskog izvora napona, kod standardnog tlaka i temperature, može se termodinamički opisati:
Anoda (oksidacija): 2 H2O(l) → O2(g) + 4 H+(aq) + 4e− ; Eoks = - 1,23 V (Ered = 1,23)
Katoda (redukcija): 2 H+(aq) + 2e− → H2(g) ; Ered = 0,00 V
To znači da je elektrodni potencijal za elektrolizu vode - 1,23 V kod 25 °C i pH 0. 
Elektrodni potencijal mijenja se na -0,82 V kod 25 °C i pH 7 (H+ = 1,0 × 10−7 M) na osnovi Nernstove jednadžbe. Negativan napon znači da je potreban vanjski izvor električne struje da bi elektroliza vode započela.

### Stupanj iskorištenja elektrolize vode
Za elektrolizu vode potrebno je najmanje 237,13 kJ ulazne električne energije da bi se rastavio jedan mol vode. Budući da svaki mol vode treba dva mola elektrona, to znači da je potrebno najmanje 118,57 kJ/mol (7,4 × 1023 eV/mol). Kako je električni potencijal elektrolize vode 1,23 V, to znači da je potrebna snaga električnog izvora 1,23 W/A. Bilo koja snaga električnog izvora koja ima napon veći od 1,23 V bit će gubitak, pa se može izraziti da je potrebna snaga za elektrolizu vode: jačina struje I x 1,23 V (napon struje). 
U stvarnosti se uvijek manje od 100% električne energije iskoristi za elektrolizu vode. I napon električnog izvora mora biti u stvarnosti veći od 1,23 V (najbolji rezultati su s 1,5 V). Stupanj iskorištenja elektrolize vode se kreće od 50% do 80%. Kako se stupanj iskorištenja kod klasičnih termoelektrana i nuklearnih elektrana kreće od 30% do 45%, vidi se da se i elektroliza vode može iskoristiti kao obnovljivi izvor energije.

## Primjena elektrolize vode

### Hofmannov aparat za elektrolizu vode
Destilirana voda se ulije u čašu i dodaje se neki elektrolit (npr. slabo zakiseliti s razrijeđenom sumpornom kiselinom). Tako je voda, koja slabo vodi električnu struju, postala boljim električnim vodičem. Zakiseljenom vodom puni se Hofmannov aparat. Aparat se puni kroz proširenje na srednjoj cijevi uz istovremeno otvorene pipce na vanjskim cijevima. Kada su vanjske cijevi potpuno ispunjene, pipci se zatvore. Platinske elektrode aparata spajaju se s izvorom istosmjerne struje (ispravljač) jakosti do 2 A. Uključivanjem ispravljača počinje elektroliza vode. Na katodi redukcijom vode nastaje vodik, a na anodi oksidacijom vode kisik. Nakon par minuta očita se obujam razvijenih plinova. Vidljivo je da se obujmi razvijenih plinova odnose kao mali cijeli brojevi, tj. da se obujam vodika prema obujmu kisika odnosi kao 2:1.

### Industrijska elektroliza vode
Industrijska elektroliza vode je po načinu rada vrlo slična Hofmannovom aparatu za elektrolizu vode, s tom razlikom da su elektrode od platine mnogo složenije. Danas se u svijetu oko 4% vodika u industrijskoj primjeni dobije elektrolizom vode.

### HHO plin
HHO plin ili 2HO plin (eng. oxyhydrogen) predstavlja mješavinu vodika (H2) i kisika (O2) uobičajeno u molarnom omjeru 2:1 kao kod vode. Ovakva mješavina plinova uobičajeno se primjenjuje kod plamenika za obradu i taljenje metala. U slučaju zapaljenja pri standardnoj temperaturi i tlaku ovaj plin gori, oslobađajući pri tome vodenu paru i energiju u iznosu od 241,8 kJ za svaki utrošeni mol H2, te prilikom zapaljenja dolazi do oslobađanja zvuka, te se stoga HHO plin zove i plin praskavac. Ovakvu mješavinu plinova jednostavno je i relativno lako dobiti elektrolizom vode, gdje posredstvom električne struje dolazi do razdvajanja vodenih molekula na molekule kisika i vodika.
Pri tome je u skladu sa zakonom očuvanja energije ("zbroj svih oblika energije u zatvorenom prostoru je konstantan"), energija uložena u elektrolizu vode uvijek je veća od energije dobivene izgaranjem. Yull Brown, bugarski izumitelj koji je emigrirao u Australiju, razvio je 1970-tih tehnologiju proizvodnje (elektrolize) navedene plinovite mješavine i njenog ubrizgavanja u standardne motore s unutarnjim izgaranjem (benzinske i dizelske), što je dovodilo do poboljšanog izgaranja goriva i čišćeg ispuha. U doba niskih cijena nafte, slabe ekološke svijesti i neinformiranosti o posljedicama globalnog zatopljenja, ova ideja (pate[[]]nt) nije dobila širu potporu javnosti niti poslovnih krugova, čak je proglašena prevarom. Velikim porastom cijena nafte u posljednjih nekoliko godina, HHO generatori, temeljeni na opisanom načinu rada, dolaze u središte interesa kao moguće rješenje za smanjenje potrošnje goriva kod konvencionalnih automobila s motorima na unutarnje izgaranje.
Voda H2O je stabilna molekula koja ne gori, ali kada se djelovanjem elektrolize podijeli na vodik i kisik dobiva se goriva mješavina plinova koja oslobađa energiju. U procesu elektrolize razbija se veza kisika s vodikom, a kako kisiku nedostaju dva vanjka valentna elektrona potrebna energija elektrolize će biti velika. Električna energija koja se mora upotrijebiti za elektrolizu vode veća je od energije koja se dobije izgaranjem u motoru, te se prilikom izgaranja oslobađa i toplinska energija koja je neupotrebljiva za pokretanje motora. Ako se kao izvor električne energije primjenjuju obnovljivi izvori energije kao što su fotonaponski ploče, onda se cijeli krug pretvorbe vode u gorivi plin može promatrati kao dobar izvor obnovljivog plinskog goriva. Vodik ima svojstvo da ulazi u kristalnu rešetku metala, te smanjuje mehanička svojstva metala (vodikova krhkost ili hladne vodikove pukotine) i povećava nakon određenog perioda vjerojatnost loma metala. Zbog ovih svojstava HHO generatori mogu se upotrebljavati samo u mješavini s postojećim gorivom ili prirodnim plinom da poboljšaju izgaranje i povećaju snagu postojećih motora.